# گری لایت‌بادی
گری لایت‌بادی (انگلیسی: Gary Lightbody؛ زادهٔ ۱۵ ژوئن ۱۹۷۶) یک گیتارنواز، خواننده، ترانه‌سرا، موسیقی‌دان و وبلاگ‌نویس اهل ایرلند شمالی است. وی از سال ۱۹۹۴ میلادی تاکنون مشغول فعالیت بوده‌است.
از فیلم‌ها یا مجموعه‌های تلویزیونی که وی در آن‌ها نقش داشته‌است می‌توان به قدمگاه مجازات اشاره نمود.